# RAF-10
RAF-10 a fost un microbuz produs de RAF din 1956 până în 1958, a fost primul microbuz al companiei și a avut la bază GAZ M20 Pobeda. Caroseria sa a fost o versiune puternic modificată a celei a microbuzului Volkswagen tip 2. Aproximativ 15.000 de unități ale vehiculului au fost produse și vândute în întreaga Uniune Sovietică și în Europa de Est, iar vehiculul a fost modernizat ulterior ca microbuz RAF-8.

## Istoric
Nevoia unui microbuz în Uniunea Sovietică era imensă, deoarece versiunile de autobuze combinate ale GAZ-MM sau GAZ-51 nu erau foarte confortabile sau sigure, iar autobuzele mai mari aveau un consum masiv de combustibil, așa că în 1955 RAF a început să lucreze la un nou microbuz. Noul vehicul și-a împărțit șasiul cu GAZ-M20 Pobeda și o versiune modificată a caroseriei Volkswagen Type 2. Vehiculul a devenit rapid foarte popular în Uniunea Sovietică.
Cu toate acestea, nevoia unui înlocuitor mai modern a venit rapid, astfel încât compania a modernizat vehiculul ca microbuz RAF-8. Nu se știe dacă compania a primit licența de la Volkswagen pentru a folosi caroseria autoutilitare Transporter sau nu, totuși, după cum s-a văzut mai târziu, este cel mai probabil ca compania să fi folosit doar caroseria caroseriei Volkswagen fără nici o licență. Vehiculul a fost lansat doar ca microbuz, dar versiunile ulterioare au avut și alte versiuni.